# McLintock!
McLintock! è un film del 1963 diretto da Andrew V. McLaglen.
Il western è liberamente ispirato alla commedia La bisbetica domata di William Shakespeare, ed ha come protagonisti John Wayne e Maureen O'Hara. Il film fu prodotto dalla Batjac Productions, casa cinematografica di proprietà dello stesso Wayne, il quale detenne inoltre tutti i diritti sulla pellicola.

## Trama
Il ricchissimo mandriano George Washington McLintock conduce un'esistenza solitaria nel proprio ranch, dopo che due anni prima sua moglie Katherine l'ha lasciato, sospettandolo di aver commesso adulterio.
McLintock assume come cuoca personale la bella vedova Louise Warren, accogliendone in casa anche il figlio Devlin. Da questo momento si susseguono accese dispute dovute a un'inattesa serie di eventi, tra cui risse, sparatorie, un attacco indiano, nonché il ritorno della signora McLintock, che pretende il divorzio e l'affidamento di sua figlia Rebecca, ritornata dal collegio pochi giorni dopo l'arrivo della madre.
Alla fine, però, McLintock rifiuterà di dare spiegazioni sul suo presunto tradimento e, dopo aver rincorso, catturato e umiliata la moglie "bisbetica", sculacciandola pubblicamente, le comunica l'intenzione di concedere il divorzio; ma proprio questa azione di forza la convincerà a tornare con il marito.